# Kosmos 2240
Kosmos 2240, ruski vojni fotografski izviđački satelit, iz programa Kosmos. Vrste je Jantar-4K2 (Kobaljt br. 541).
Lansiran je 2. travnja 1993. godine u 14:30 s kozmodroma Pljesecka u Rusiji. Lansiran je u nisku orbitu oko planeta Zemlje raketom nosačem Sojuz-U 11A511U. Orbita mu je bila 189 km u perigeju i 353 km u apogeju. Orbitna inklinacija bila mu je 62,84°. Spacetrackov kataloški broj je 22592. COSPARova oznaka je 1993-021-A. Zemlju je obilazio u 89,93 minute. Pri lansiranju bio je mase 6600 kg. 
Tijekom leta dvije male filmske kapsule vratio je na Zemlju a glavna kapsula od povratka u atmosferu s preostalim filmom, fotoaparatom i računalnim sustavima krajem leta.
Sletio je na Zemlju 7. lipnja 1993. godine, a dijelovi rakete vratili su se u atmosferu nešto prije.

## Vanjske poveznice
- N2YO.com Search Satellite Database
- Celes Trak SATCAT Format Documentation (engl.)
- Kunstman  Arhivirana inačica izvorne stranice od 12. kolovoza 2019. (Wayback Machine) Satellites in Orbit (engl.)